# 天主教莫普提教區
天主教莫普提教區（拉丁語：Dioecesis Moptiensis）是馬里一個羅馬天主教教區。屬巴馬科總教區。
1942年6月9日設立加奧監牧區，1964年9月29日升為教區。
教區包括加奧區、基達爾區、通布圖區和莫普提區（迭內縣除外），2004年有26,369名教友（佔轄區總人口0.7%）、六個堂區、廿二名司鐸。現任教區主教為喬治·豐戈羅。